# Corydoras ortegai
Corydoras ortegai är en fiskart som beskrevs av Britto, Lima och Hidalgo 2007. Corydoras ortegai ingår i släktet Corydoras och familjen Callichthyidae. Inga underarter finns listade i Catalogue of Life.